# Zománcfényű nektármadár
A zománcfényű nektármadár (Hedydipna metallica) a madarak (Aves) osztályának a verébalakúak (Passeriformes) rendjébe, ezen belül a nektármadárfélék (Nectariniidae) családjába tartozó faj.
Egyes rendszerbesorolások a Anthreptes nembe sorolják Anthreptes metallicus néven.

## Előfordulása
Dél-Szudán, Dzsibuti, Egyiptom, Eritrea, Etiópia, Omán, Szaúd-Arábia, Szomália, Szudán és Jemen területén honos.

## Életmódja
Tápláléka nektárból és ízeltlábúakból áll.